# Himalaiella abnormis
Himalaiella abnormis là một loài thực vật có hoa trong họ Cúc. Loài này được Sergej Julievitsch Lipschitz miêu tả khoa học đầu tiên năm 1971 dưới danh pháp Saussurea abnormis. Năm 2003 Raab-Straube chuyển nó sang chi Himalaiella.